# 밈

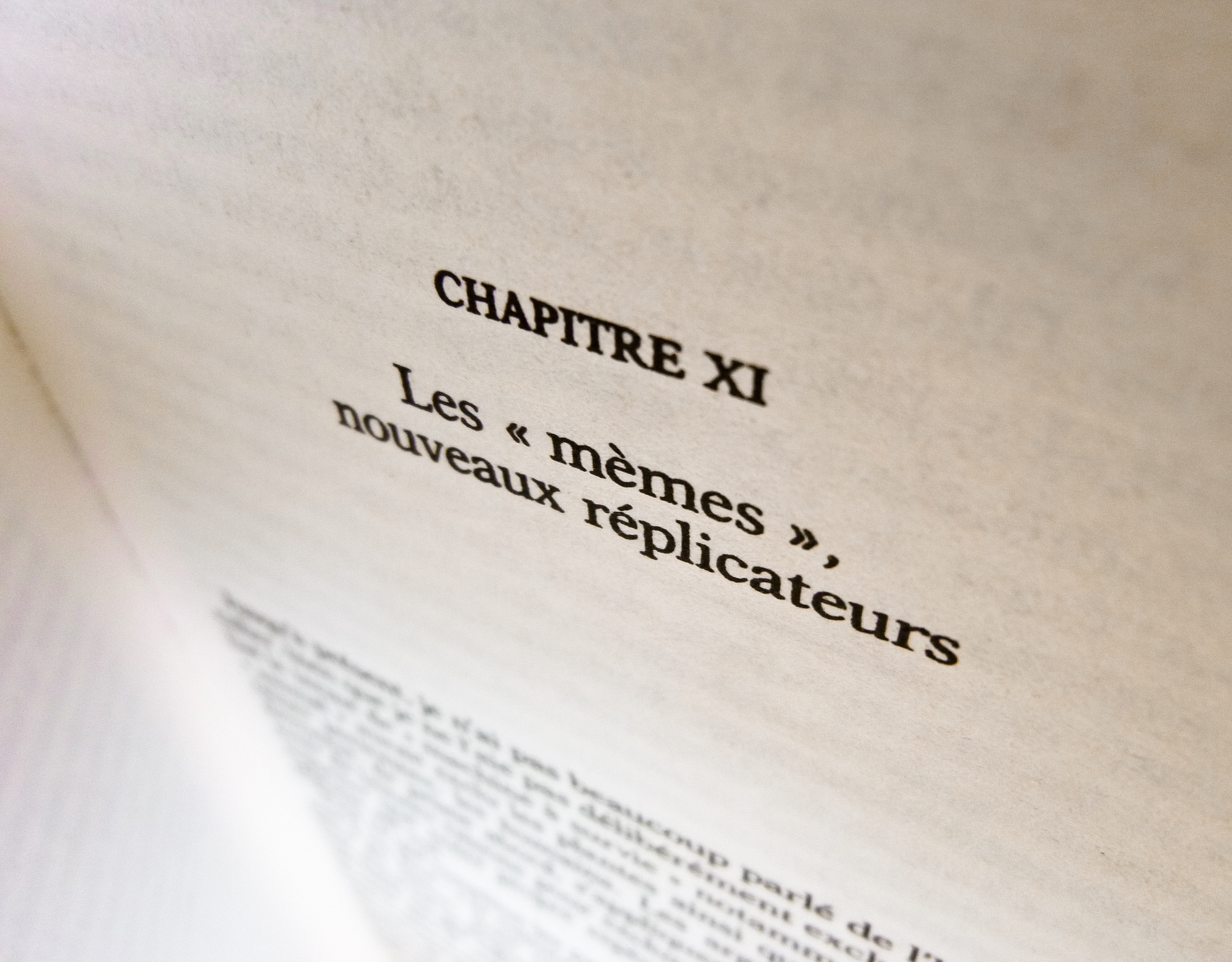

밈(meme)은 한 사람이나 집단에게서 다른 지성으로 생각 혹은 믿음이 전달될 때 전달되는 모방 가능한 사회적 단위를 총칭한다. 인터넷 상에서 유행하는 '문화 요소'이자 대중문화의 일부이다. 밈은 1976년, 리처드 도킨스의 〈이기적 유전자〉에서 문화의 진화를 설명할 때 처음 등장한 용어이다. 밈을 주장하는 사람들은 밈과 유전자의 연관성을 들어 밈이 생명의 진화 과정에 작용하는 자기복제자의 한 종류라고 말한다. 유전자가 자가복제를 통해 생물학적 정보를 전달하듯이, 밈은 모방을 거쳐 뇌에서 뇌로 개인의 생각과 신념을 전달한다. 밈은 유전자와 동일하게 변이, 경쟁, 자연선택, 유전의 과정을 거쳐 수직적으로, 혹은 수평적으로 전달되면서 진화한다. 또한 복제되는 밈이 숙주인 인간 입장에서 그 밈이 갖는 유용성과 관련없이 전파된다는 점에서 유전자의 이기적 측면과 유사한 특성을 밈이 가지고 있음을 알 수 있다. 그러나 밈은 유전자의 뉴클레오타이드나 코돈처럼 고정된 단위를 갖지 않고, 유전자와 다른 방향으로 숙주의 행동을 조절하는 경우가 간혹 있다는 점에서 유전자와의 차별성을 갖는다.
밈을 연구하는 밈학(Memetics)은 1990년대에 밈을 다윈적 모델로 설명하려는 시도와 함께 등장하였다. 그러나 밈학이 학문으로 인정될 수 있는지에 대한 비판을 마주하고 있다. 또한 몇몇 사람들은 문화를 구분되는 단위로 나누는 것이 불가능하다는 점을 들어 밈의 개념에 의문을 제기했다. 그러나 밈은 현재 다양한 사회 현상과 문화를 설명하는 개념으로 사용되고 있다.

## 역사
‘밈’이라는 단어는 리처드 도킨스의 베스트 셀러인 〈이기적 유전자〉(1976)에서 유래되었다. 밈은 복제된 것이라는 그리스 단어 'mimema'에서 나온 'mimeme'을, 유전자(gene)와 유사한 한 음절 단어로 만들어서 '밈'이라는 단어를 만들어냈다. 밈이 등장하기 전에도 사회적 진화의 단위의 개념은 존재했는데, 역사적으로는 그 단어는 1904년 독일 라마르크파 생물학자 리하르트 제몬의 책 《밈》(The mneme, 1904)에서 처음 등장했다고 보고 있다. 이 책의 단어 'mneme'은 도킨스가 제시한 밈의 개념과 흡사한 의미를 가지고 있다. 이처럼 도킨스 이전에도 문화의 전달 개념을 제시한 사람은 있었지만 도킨스처럼 개념을 체계화해서 가설로 정비한 사람은 없었다. 도킨스를 계기로 문화의 진화는 밈학에 의해 연구되게 되었으며, 현재 통용되고 있는 사회적 진화의 단위는 밈이다.

## 개념과 의의
앞서 역사에서 언급한 리처드 도킨스의 〈이기적 유전자〉는 진화를 유전자들 간의 경쟁으로 보아야 가장 잘 이해된다고 주장했다. 진화가 종의 이익으로 수렴된다는 기존의 견해와는 반대로, 도킨스는 진화가 이기적 유전자에 의한 것이라고 주장했다. 이를 '이기적 유전자 이론'이라고 한다. 유전자들은 이기적으로 자신의 복제를 최우선 목표로 여기며 경쟁한다. 유전자가 자신의 복제를 원한다는 뜻은, 복제를 성공시키는 성향이 강한 유전자는 전수될 가능성이 높다는 표현으로 풀어서 말할 수 있다. 유전자는 복제자로서의 힘을 갖고, 사람을 포함한 유전자를 운반하는 개체들은 복제자인 유전자를 운반하는 운반자들이다. 도킨스는 유전자는 복제자의 한 종류일 뿐이며, 다양한 종류의 복제자가 존재할 수 있음을 강조하면서 밈을 그 예로 제시한다. 밈은 문화를 복제시키는 복제자이다. 밈도 유전자와 마찬가지로 이기적이고, 어떤 무엇보다 그 자신의 확산을 원한다.

밈은 개인이나 집단의 뇌에서, 또 다른 사람들의 뇌로 전달되면서 전 세계로 퍼진다. 도킨스는 밈이 전달하는 문화의 예로 노랫가락, 발상, 캐치프레이즈, 패션, 항아리를 만드는 방법, 아치 건설 등을 들었다. 우리는 일상 생활에서 책을 읽으면서, 유행가를 흥얼거리면서, 혹은 악수를 하면서도 밈을 전달하고 전달받는다.
밈에 대한 논의는 인간이 어떻게 다른 동물들과 차별화되는지에 대한 의문에서부터 출발한다. 대부분의 사람들은 고도의 지능과 의식, 큰 두뇌 크기 등을 들어 차별성을 주장하지만 이러한 차이는 양적인 차이에 지나지 않는다. 밈학의 권위자인 리처드 도킨스와 수잔 블랙모어는 인간과 동물의 차별성은 문화에 있으며, 문화가 인간에게만 존재할 수 있는 이유는 문화가 '밈'을 통해 전달되기 때문이라고 주장한다. 간혹 동물생리학의 연구결과를 보고 (주변의 집단에게서 노래를 배우는 새의 예 등) 모방은 동물에게서도 일어나는 것이 아니냐고 생각할 수도 있지만, 동물의 모방과 인간의 모방은 본질적으로 다르다. 동물의 모방은 크게 고전적 조건화와 조작적 조건화로 나뉜다. 고전적 조건화는 어떤 직접적 자극에 대한 수동적 반응을 의미한다. 조작적 조건화는 동물들이 행동에 대한 자극으로부터 배우는 과정으로, 시행착오 학습이라고도 한다. 이는 고전적 조건화보다 능동적 개념이다. 그러나 동물의 학습은 단지 환경에 맞춰 본능적으로 행동을 하는 것 뿐이고, 행동 그 자체를 배우는 인간의 모방과는 구분된다.
우리가 무의식 중에 남을 모방한다는 것, 특히 부모나 유사 부모의 역할을 맡은 사람, 또는 자신이 존경하는 사람을 많이 모방한다는 것은 아주 친숙한 사실이다. (중략) 아이가 다른 언어가 아니라 제 모국어를 배우게 되는 것은 모방 때문이다. 사람들이 남의 부모가 아니라 제 부모의 말투를 더 닮는 것도 모방 때문이다. 지역마다 사투리가 존재하는 것, 그보다 더 긴 시간의 차원에서 별개의 언어들이 존재하는 것도 모방 때문이다. 이런 현상은 적어도 표면적으로는 유전자가 세대를 따라 종적으로 전달되는 현상이나 바이러스의 유전자가 횡적으로 전달되는 현상과 매우 비슷해 보인다. 이 비유가 유용하냐 아니냐를 따지기 전에, 그런 이야기를 제대로 이해하기 위해서라도, 우리는 언어, 사상, 신념, 태도, 유행의 전달에서 유전자의 역할을 맡고 있을지도 모르는 그 개체라는 것에 이름을 붙여야 한다. 내가 1976년에 '밈'이라는 단어를 처음 만든 뒤로, 점점 더 많은 사람들이 유전자에 상응하는 그 가설적 개체를 밈이라고 부르고 있다.

### 밈과 보편다윈주의
앞서 개념에서 언급한 것처럼 도킨스는 복제의 과정에 복제자와 운반자라는 두 개념을 도입했다. 복제자는 스스로 복사하는 모든 것들을 의미하고, 복제자의 속성에 따라 복사의 가능성이 달라지는 경우에는 능동적 복제자라고 불린다. 운반자는 복제자를 운반하며 환경과 상호작용한다. 우리에게 가장 친숙한 복제자는 DNA고, DNA를 운반하는 운반자는 생물체와 생물체 집단으로 생체 외부와 지속적으로 상호작용을 한다. 보편 다윈주의의 기본 개념은, 우주의 다른 어딘가에 생명이 존재한다면 그 생명들도 모두 복제하는 개체들의 차별적 생존에 의해 진화했을 것이라는 사실이다. 정의가 DNA가 아닌 '복제하는 개체'를 말하고 있음을 유의하라. 복제하는 개체는 DNA가 될 수도, DNA가 아닌 다른 어떤 복제자가 될 수도 있다. 밈이론은 그 복제자 중 하나가 밈인 경우를 말한다. 새로운 복제자인 밈은 오래된 복제자인 DNA와 같은 방향으로 나아갈수도, 정반대의 방향의 진화로 나아갈 수도 있다. 밈과 DNA는 모두 이기적인 복제자로 그 자신의 생존을 목표로 한다.
리처드 도킨스는 진화의 세 조건은 변이, 유전(복제 능력), 차별적 적응력이라고 주장했다. 차별적 적응력을 선택으로 생각하면 이는 다윈이 제시한 진화의 세 조건과 유사하다. 유전자의 예에서 보면, 유전자에 변이가 일어나고 그 변이가 일어난 유전자들이 각각 유전될 경우, 두 유전자가 다른 적응능력을 가진다면 적응을 잘 한 유전자만 살아남고 다른 유전자는 유전자 풀에서 곧 사라질 것이다.
도킨스는 이 조건들이 갖춰지면 언제든 진화의 과정은 일어난다는 것과 진화는 유전자와 같은 유기적 원소에만 적용되는 것이 아니라는 것을 강조했다. 도킨스는 밈도 진화에 필요한 세 조건을 모두 갖추고 있다고 생각했다. 즉, 밈의 복제는 새롭게 적용된 유전적 진화가 아닌, 자연 선택의 법칙에 의한 또 다른 현상이다. 도킨스는 한 세대에서 다른 세대로 전달된 생각들이 그 생각들을 가진 사람들의 경쟁에 의해 강화되거나 약화되며, 간혹 그 경쟁에 직접 영향을 미치기도 한다는 것을 주시했다. 그 예로 한 특정한 문화는 그 문화만의 독특한 디자인과 사용방법을 가진 도구에서 다른 문화와의 경쟁에서 이점을 가질 수 있다.
그러나 사회 현상들을 보편 다윈주의를 이용해 과학적으로 재포장하려는 시도는 보편 다윈주의의 의도와 벗어난 것이다. 이를테면, 식민지를 개척하는 강대국들이 적자 생존에 의해 강대국이 약소국을 지배하는 것은 당연하다고 주장한 것이나, 오바마의 당선이 백인이 주류였던 미국 사회에서 오바마라는 변이가 적자로 선택되는 진화였다고 분석하는 것 등이다. 이러한 사례들은 개개인의 진화 심리는 설명하지 않고 그 현상을 멀리서 바라보는 것으로 보편 다윈주의를 잘못 이해하고 있는 예이다.

## 유전자와 밈

### 유사점
유전자와 밈은 많은 공통점을 가진다. 유전자와 밈의 밀접한 관계는 처음 밈의 개념을 제시한 리처드 도킨스가 유전자와의 유사성에서 착안하여 밈의 이름을 지었다는 점에서도 짐작할 수 있다.

#### 다윈주의적 진화
밈에 의한 인간 문화의 진화는 유전자와 마찬가지로 다윈주의적 과정으로 설명되고 있다. 따라서, 전통적인 다윈의 진화 메커니즘에 적용시켜 보는 것은 밈 이론을 이해할 수 있는 좋은 방법이다. 다윈이 주장한 진화의 메커니즘은 변이, 선택, 보유 혹은 유전의 세 요소로 구성된다. 현대생물학에서 말하는 유전자는 이 세 조건을 모두 만족시키는 자기복제자이다. 이러한 진화의 메커니즘을 밈에 적용시켜 생각해 보면, 밈 또한 자기복제자의 세 조건을 만족한다. 첫 번째로, 인간의 모방은 완벽하지 않으므로 밈은 조금씩 변화된 형태로 전달된다. 또한 성공적으로 많이 전파되는 밈과 그렇지 못한 밈의 차이가 존재하기 때문에 밈의 전파에도 선택이 작용한다고 말할 수 있다. 마지막으로, 밈을 전달받은 사람은 밈이 가지고 있는 정보를 보유하게 되고, 밈은 모방을 통해 더 전파되게 된다. 이처럼 밈은 자기복제자의 조건을 모두 충족시킨다는 면에서 유전자와 중요한 유사점을 갖는다.

### 차이점
하지만 유전자와 밈 사이에는 분명한 차이점이 존재한다. 그 대표적인 예로는 전달 정보와 전달 방법, 그리고 연구 정도와 접근 방식의 차이이다.

#### 전달 정보와 전달 방법
첫 번째로, 유전자가 생물을 구성하고 유지하는 데 필요한 정보를 전달하는 생물학적 유전의 단위인 반면에 밈은 문화적 정보를 전달하는 단위이다. 또한 유전자는 생물학적인 방법인 생식을 통해 수직적으로 전파되고 유전되는데 반하여 밈은 모방이라는 사회적 방법을 통하여 수평적으로 전달된다. 유전자가 생물을 진화시키는 메커니즘의 단위라고 한다면 밈은 문화와 사회 진화의 메커니즘에 관여하고 있는 것이다.

#### 연구 정도와 접근 방식
다른 면에서 보면, 유전자는 19세기부터 발달하기 시작한 유전학을 통하여 생물학적으로 그 물리적 특성과 작동 메커니즘이 비교적 많이 규명되어 있는데 비하여 밈의 경우에는 심리, 사회학적인 접근이 우선시됨에 따라 생물학적으로 물리적 특성이나 전달과 확산 메커니즘에 대해서는 거의 연구되어 있지 않다는 점도 하나의 차이점이라고 볼 수 있다.

### 이타성
이타성, 즉 자신을 희생하여 남에게 도움을 주는 행위는 사회생물학에서 오랫동안 풀리지 않는 난제였다. 전통적으로 막연히 ‘인간에게 내재된 도덕적 본능’이라고 설명되던 이타성에 대하여 리처드 도킨스는 새로운 이론을 제시하였다. 그의 책 <이기적 유전자>에서 겉으로 이타적으로 보이는 행동이 실제로는 유전자 수준에서의 이득을 꾀한다는 방법으로 인간의 이타성을 설명한 것이다. 진화생물학자들은 W.D.해밀턴의 혈연 도태(kin selection) 이론과 인간의 이타성을 다시 상대로부터 보답을 받기 위한 상호적 이타성으로 한정하여 이타성을 설명하였다. 그러나 실제 이타적 행동을 들여다보면 유전자 수준에서나 상호적 이타성만으로는 설명하기 힘든 이타성이 존재함을 알 수 있다.

#### 이타성 밈
밈의 개념을 적용하면 이러한 인간의 이타성을 더욱 논리정연하게 설명할 수 있다. 이타적인 행동을 하는 사람은 인기가 있고 많은 사람들에게 호감을 사며, 다른 사람들이 그 행동을 모방하게 되면서 그 밈을 전파시키게 된다. 곧, 이타적인 밈은 그렇지 않은 밈에 비하여 더 멀리, 더 많이 퍼지게 되기에 이타성은 밈의 이득을 취하는 메커니즘이다. 더욱이, 모방자에 대한 성선택의 압력이 가해진다면 이타적 행위는 밈적으로뿐만 아니라 유전적으로도 멀리 확산될 수 있다.

## 밈과 문화
를 주장하는 학자들은 사회와 문화의 발전, 진화를 설명하기 위해서는 단순히 유전자에 기초한 생물학적 아이디어에만 의지할 것이 아니라 밈이라는 문화적 복제자까지 고려해야 할 것이라고 말한다. 사회생물학과 진화심리학에서 밈을 지나치게 생물학적으로, 유전자에 한정된 개념으로 생각하지 않는다면 밈 개념을 사용하여 유전자만으로는 수 없었던 많은 사회 문화적 현상을 설명할 수 있다는 것이다.<밈>이라는 책을 쓴 수잔 블랙모어는 현대 사회에서는 오히려 밈의 진화가 유전자의 진화보다 더욱 중요한 역할을 한다고 주장한다. 그러므로 밈은 유전자와 같은 방향으로 진화하기도 하지만 반대방향으로 진화하여 유전자의 진화와 반하는 경우도 있다는 것이다.

### 유전자와 밈의 공진화
밈은 하루 아침에 생겨난 것이 아니라, 250만 년쯤 전 모방이 고안된 시점부터 지금 이 순간에 이르기까지 오랜 세월에 걸쳐 유전자와 마찬가지로 진화해왔다.

#### 뇌와 언어의 진화
유전자와 밈이 같은 방향으로 진화한 대표적인 예가 큰 뇌와 언어를 가지게 된 인간의 진화이다. 인간의 뇌는 다른 어떤 동물과도 비할 수 없을 정도로 인체에서 큰 비율을 차지한다. 큰 뇌가 가지는 많은 이점들도 있지만, 몸무게의 2%에 불과한 뇌가 에너지의 20%를 사용하며 뇌를 발달시키고 유지시키는 막대한 비용을 생각하면 다른 동물들의 경우 인간처럼 큰 뇌를 가지도록 진화하지 않은 이유를 알 수 있다. 밈의 존재를 주장하는 사람들은 이러한 막대한 기회비용에도 불구하고 인간이 큰 뇌를 가지게 된 이유를 밈을 이용하여 설명한다. 인간이 영장류 수준이었을 때부터 밈이 출현하여, 큰 뇌로 얻게 되는 이점이 비용보다 커졌다는 것이다. 밈을 전파시키는 모방 행동이 발달한 뇌와 언어에서 유래된 것이 아니라, 그보다 먼저 출현한 밈이 큰 뇌와 언어의 발달을 야기했다는 것이다. 언어 역시 큰 뇌와 마찬가지로 다산성, 충실도, 긴 수명을 가졌기에 선택적 유전을 통해 살아남은 밈을 전달하는 효과적인 도구이다.

#### 유전자와 밈 진화의 상관관계
유전자와 밈의 공진화는 유전자와 밈이 독자적으로 진화한 것이 아니라 서로 밀접하게 교류하며 진화해왔음을 시사한다. 자연선택을 통하여 유전자는 우세한 밈을 잘 퍼뜨리는 뇌를 선호하여 그러한 방향으로 진화하고, 언어를 통한 의사소통을 가능하게 하는 유전자를 가지는 방향으로 진화하기 시작하였다. 이러한 진화는 밈이 더 빨리 퍼질 수 있게 하는 환경을 제공했다. 이처럼 유전자와 밈이 서로 이득을 제공하는 상호작용을 통하여 오늘날의 인간은 큰 뇌와 언어를 가지는 종이 되었다는 것이다.

### 유전자와 밈의 대립
위에서 살펴보았듯이 유전자와 밈이 상호 이득을 제공하면서 공진화하는 경우도 있지만, 유전자와 밈의 진화 방향이 서로 상반되는 경우도 존재한다. 이러한 유전자와 밈의 대립 관계를 가정하면 유전자의 개념만으로는 설명할 수 없는 많은 사회 문화적 현상을 설명할 수 있다.

#### 성문화
유전자와 밈이 대립하는 첫 번째 예가 번식에 아무런 이익을 주지 않는 성(性)문화, 예컨대 동성애나 쾌락만을 위한 성행위, 결혼과 출산을 기피하는 현상이다. 밈 이론을 적용하지 않고 순수한 생물학적인 관점에서 볼 때, 이러한 현상은 인간의 정신이 발달하면서 인간의 뇌 중 번식과 상관없는 부분이 작용해서 생겨난 오류로 설명되며 자손을 남기는 목적에 부합하지 못하므로 장기적으로 볼 때에는 유전자 풀에서 제거되어 사라질 것으로 예측된다. 하지만 이러한 설명은 그 원인을 명확히 설명하지 못할 뿐 아니라 그러한 성문화가 점점 확산되고 있는 현대의 추세와 맞지 않는 면이 있다. 하지만 밈의 개념을 적용하면, 현대 사회에서 눈에 띄게 발전한 이러한 현상을 설명할 수 있다. 밈 이론에 따르면 현대에 결혼과 출산을 기피하는 여성들이 많은 이유는 독신이거나 자식이 없는 여성은 상대적으로 사회적으로 활발하고 성공할 확률도 더 높아 밈을 더 효과적으로 전파할 수 있기 때문이다. 따라서 이러한 여성들은 밈 분수, 즉 성공적인 밈 전달자로서 주된 모방 대상이 되고, 이러한 과정을 통하여 번식에 불리한 문화를 야기하는 밈이 더욱 빠르고 광범위하게 확산된다는 것이다. 또한 과학과 기술의 진보로 밈의 전파와 확산이 매우 용이해진 현대의 환경도 이러한 밈의 빠른 확산에 영향을 미쳤다고 볼 수 있다.

#### 입양
유전자와 밈이 대립하는 또 다른 예는 자신의 유전자를 가지고 있지 않은 남의 자식을 입양하는 것이다. 이 역시 자신의 유전자를 확산시키는 데에 목적을 두는 유전자의 개념에 한정시켜 볼 때에는 제대로 설명할 수 없는 현상이기 때문이다. 그러나, 입양이라는 행위는 자신의 밈을 전파하는 데에는 매우 효과적인 방법이기 때문에 전 세계적으로 입양의 개념이 널리 퍼져 있는 이유는 밈의 개념을 적용하면 명쾌하게 설명된다.

#### 권력욕
유전자의 이득을 포기하면서까지 많은 사람들이 권력을 추구하는 것도 유전자와 밈이 상반된 방향으로 진화한다는 설명을 통하여 설명될 수 있는 현상이다. 권력은 자신의 밈을 퍼뜨릴 수 있는 가장 효과적인 도구이기 때문에, 사람들은 보편적으로 실제로 자신의 유전자를 전파하는 데에 직접적인 관련이 없다고 할지라도 권력을 갖고자 하는 욕망을 가진다는 것이다.

## 밈 개념의 적용

### 인종차별
인종차별은 인종을 근거로 다른 이들을 차별하는 생각이다. 인간 사회에서 널리 퍼졌었고 지금은 쇠퇴하고 있는 밈 중 하나이다. 도덕적으로 옳지 못하고 인간사회에 악영향을 미쳤다고 평가된다. 보편적으로 인간이 가지고 있다고 밝혀진 심리인 자신이 속한 집단이 다른 집단보다 더 우수하며 다른 집단 사람들은 자신의 집단 사람들과 다르다고 생각하는 것이 무의식적으로 작용하여 생겨난 것으로 생각된다. 인종차별이 널리 퍼질 수 있었던 이유는 근본적으로 앞서 말한 자신의 집단에 대한 애착심과 다른 집단에 대한 배타 심리를 많은 사람들이 보편적으로 가지고 있으며, 역사적으로 몇몇 경우 인종을 계속 차별하는 것이 다른 인종의 사람들을 노예 등으로 부리는 것에 유리했기 때문이다. 하지만 현대에 들어 인종차별은 도덕적으로 옳지 못하기 때문에 배척당하고 있고, 점점 지구촌 사회가 되어가기 때문에 쇠퇴하는 중이다. 하지만 여전히 개선되지 못한 부분들이 지구에서 많이 보인다.

### 자아
자아는 밈들의 집합인 밈플렉스의 일종이다. 자아에는 매우 방대한 양들의 밈들이 서로 이어져서 집단으로 존재한다. 뭉쳐서 자아가 되어있는 밈들은 자기조직적, 자기보호적이며 자기들에 맞는 밈들을 받아들이고, 맞지 않는 밈들을 배척한다. 따라서 자아가 마주치는 밈들이 많을수록 자아의 밈 복잡도는 증가한다. 그리고 여러 연구들의 결과 자아는 스스로 인식하는 것처럼 주체적이지 않으며 무의식적인 것들의 영향도 상당히 많이 받는다. 하지만 자아는 무의식에 대한 심리실험 같은 여러 증거들을 볼 때 같은 희귀한 경우들을 제외하고는 스스로의 주체성을 의심하지 않는다. 자아는 모든 외부환경들을 자기 자신을 중심으로 인식하며 형태는 다르게 나타날 수 있지만 근본적으로 자아는 자기 자신을 사랑한다. 이는 자아 자신이 스스로의 주체성을 강하게 믿는 것과 자신의 생각이 옳다고 생각하게 하는 것을 돕는다. 자아의 이러한 특성 때문에 자아는 자신에게 속해있는 밈들을 강력하게 보호하고 퍼뜨리기에 유리하다. 원래 밈은 어디에서든지 밈플렉스의 형태로 서로 견고하게 이어져 있을 때 잘 생존할 수 있다. 하지만 단순한 밈플렉스와 다르게 자아는 스스로 인지하든 인지하지 않고 있든 자신에게 속한 밈들에 감정적인 애착을 가진다. 특히 감정이 많이 들어가는 신념과 같은 형태의 밈 일수록 더욱 더 애착을 갖는다. 자아는 자신에 속한 밈이 다른 밈들에 의해 부정되지 않도록 하기 위해 적극적으로 나선다. 주변에서 흔하게 볼 수 있는 논쟁들이 자아가 자신에게 속한 밈들을 보호하는 행동들의 한 예이다.

### 거울뉴런과의 연관성
거울신경세포는 인간이 본능적인 모방을 하게 하는 뉴런이다. 거울뉴런은 밈의 물리적 실체를 밝히고 밈이 전달되는데 중요한 한 과정인 모방에 대해서 밝히는 데에 도움이 될 것이라고 조심스럽게 예상되고 있다. 뇌는 다른 사람들이 특정행동을 하는 것을 볼 때, 그 사람의 뇌의 발화된 부분과 같은 부위의 뉴런을 발화시킨다. 그래서 우리가 영화 등을 볼 때 등장인물들에 공감을 할 수 있으며, 사람들이 다른 사람의 의도 등을 표정 같은 것으로 순간적으로 파악해 내는 능력, 사회 곳곳에서 보이는 가볍고 일상적인 행동에 대한 모방의 시초가 될 것이라는 가설들이 강하게 나오고 있다. 거울뉴런이 인간사회에서 보이는 다양한 모방들에 영향을 끼칠 것이라는 것이다. 물론 현재까지는 거울뉴런은 주로 다른 생명체에 대한 순간적이고 자연스러운 판단을 할 때 큰 영향을 끼치지 추론이나 사고 과정 자체를 직접적으로 조율하지는 않는 것으로 밝혀져 있다. 모방에 관한 실험들에서, 사람은 본인의 인식여부를 떠나 자신의 가볍고 일상적인 행동을 그대로 모방 하는 사람들을 그렇지 않은 사람들보다 더 좋아한다. 예를 들어서 머리카락을 쓰다듬는 것과 같은 행동은 실험으로 앞에서 말한 것과 같다는 것이 밝혀져 있다. 그리고 사람은 자신과 같은 언어습관을 무의식적으로 따라 하는 사람들을 선호하고, 실제로 서로 호감 있는 사람들끼리는 언어습관이 닮는다고 한다. 이렇게 서로의 언어습관을 자기도 모르게 점점 모방하는 특성이 사람들 사이의 문법을 만들었을 것이고 밈의 시초가 되었을 거라는 예측들이 있다. 이처럼 여러 모방 현상들의 뇌에서 모방의 시초일 것이라고 판단되는 거울뉴런에 대해 밝혀짐으로써 밈의 물리적 실체를 밝히는 데 도움이 될 것이라고 예상된다.

## 밈학
밈학은 밈에 대해 연구하는 학문으로 1990년대에 밈을 다윈적 모델로 설명하려는 시도와 함께 등장하였다. 그러나 밈학이 학문으로 인정될 수 있는지에 대한 비판을 마주하고 있다. 또한 몇몇 사람들은 문화를 구분되는 단위로 나누는 것이 불가능하다는 점을 들어 밈의 개념에 의문을 제기한다. 그러나 밈은 현재 다양한 사회 현상과 문화를 설명하는 개념으로 사용되고 있다.

## 밈 이론에 대한 비판

### 물리적 실체 규명의 어려움
밈의 물리적 실체를 규명하기는 힘들며 이 때문에 밈의 단위를 규정하는 것, 밈의 복제와 저장 메커니즘을 정확히 아는 것은 어렵다. 어떠한 과학적인 개념이 되기 위해서는 구체적이고 정확한 정의가 필요한데 밈 이론에는 그것이 결여되어 있는 것이다. 이에 대해 밈을 옹호하는 입장에서는, 비판에서 요구하는 정도의 구체적이고 정확한 정의 없이도 밈의 개념 확립이 어느 정도 가능하며 여러 측면에서 유용하다고 주장한다. 밈이 구체적인 단위를 정하기 힘들고 논리성이 부족할 수 있으나 그렇다고 해서 보편다윈주의로 문화에 대해 설명한 밈 이론 자체가 틀린 것은 아니라는 것이다. 그리고 거울뉴런 등 신경과학의 발전에 따라 밈의 물리적 실체가 더 구체적으로 밝혀질 것이라는 전망이 있다. 아직까지 밈 이론은 인간사회에서 갖가지 사상과 문화 등이 퍼지는 방법을 설명하기 위한 일종의 방식으로는 인정을 받을 수 있지만, 과학적인 이론으로 정립하기에는 구체성과 논리성이 부족하다는 의견들이 있다.

### 라마르크식 진화
밈의 전달과 진화는 생물학적 유전과 같이 후천적 획득형질이 전달되지 않는 비라마르크식 방식이 아니라 후천적 획득형질이 전달되는 라마르크식 방식이라는 비판이 있다. 이 지적대로 밈의 진화에는 라마르크적인 면모들이 존재한다. 하지만 밈 이론의 옹호자들의 주장에 따르면 현대 밈의 전달은 언어적인 방식을 통한 비라마르크식 방식을 따르는 경우가 더 많으며 핵심적인 역할을 차지하고 있다. 결론적으로 비라마르크적인 방식을 중심으로, 라마르크적이거나 비라마르크적인 두 가지의 방식이 복합적으로 섞인 방식을 통해 밈이 전달된다고 볼 수 있다.

### 지향 방향에서 유전자와의 차별성
밈과 생물학적인 것들은 서로 약간의 영향은 있지만 별개이며 밈은 유전자의 번성하려는 특성에 맞지 않는 경우도 찾아 볼 수 있다는 밈에 대한 생각이 있다. 그래서 순수 생물학적으로 설명될 수 없는 것들을 밈이 설명할 수 있다고 한다. 뒤에서 나오는 지향방향이라는 표현은 수전 블랙모어가 <밈>이라는 자신의 책에서 사용한 표현으로, 유전자의 지향방향이란 유전자가 스스로를 널리 퍼뜨리고 오랫동안 보존시키려 한다는 특성을 표현한 것이고, 밈의 지향방향이란 밈 스스로를 널리 퍼뜨리고 오랫동안 보존되게 하려고 한다는 특성을 표현한 것이다. 이 두 지향방향은 모두 리처드 도킨스의 책 <이기적 유전자>에서 나온 것이다. 편의상 지향방향이라는 표현을 사용하는 것이지 유전자나 밈이 이러한 지향방향과 같은 의도를 가지고 있는 것이 아니다. 그저 아무런 의도 없이 다양한 특성들을 가진 유전자와 밈들 중 오래 남고 번성하기에 적합한 특성을 가진 것들이 오래 남고 번성하고, 아닌 것은 사라지는 현상일 뿐이다.
비판 중에는 그 둘의 이러한 지향방향은 서로 같으며 결국 밈도 문화에 대한 생물학적인 설명에 속한다는 주장이 있다. 이러한 비판에서 물론 밈이 문화에 대해 설명할 때 차지하는 부분은 크며 문화의 전도에 대해 획기적으로 설명했다는 점은 수용하고 있다. 그 비판은 우선 문화를 만드는 주체인 생물과 문화가 서로 약간의 영향만 있다는 주장에 대해서 비판하고 있다. 일단 밈이 생기려면 뇌가 있어야 하고, 그 뇌가 있기 위해서는 유전자 등 생물학적인 주체가 있어야 한다. 그러므로 밈이 번성하려면 그 밈을 생산하거나 수용하는 생명체가 번성해야 한다. 생물학적으로 유리한 밈이 결국 널리 퍼지게 된다는 것이다. 그런 점에서 밈은 결국 생물학적인 설명과 같은 방향을 취하게 된다고 이 비판에서는 설명하고 있다. 그리고 어떤 현상에 대한 설명 등을 제외한 밈은 근본적으로 본능이 기준이 되어 생겨나게 된다. 주관이 들어간 모든 밈들의 근원은 본능이다. 또 어떤 현상에 대한 설명 같이 주관이 들어가지 않는 밈들은 알고자 하는 본능 때문에 인간의 뇌가 받아들이고 있는 것이고, 대개의 경우 그 밈들은 살아남는데 유용할수록 번성되어있다. 물론 유전자의 지향 방향과 반대되는 밈들이 우리사회에서 꽤나 존재한다.
유전자의 지향 방향과 반대되는 밈들의 대표적인 예는 성적인 쾌락은 추구하지만 자식은 추구하지 않는 밈이다. 하지만 유전자 자신도 유전자의 지향 방향과 반대되는 경우가 많다. 그리고 그러한 유전자의 지향방향에 맞지 않는 유전자는 진화를 통해 도태되게 된다. 유전자의 지향 방향과 반대되는 밈도 결국 이런 과정을 거치게 될 것이다. 이런 점들에 의해서 밈과 유전자를 포함한 생물학적인 것들은 별개가 아니다. 문화나 생물학적 형질 둘은 모두 결국 유전자와 환경의 관계에 의해 탄생하고 진화하는 것이다. 밈 이론에 관한 개념에서 이러한 비판도 앞으로 더 고려되어야 할 것이다. 현재 사회과학과 자연과학이 융합되고 있으며 많은 학자들이 그것에 관심을 가지는 추세를 보아 밈과 이러한 비판들은 활발하게 연구될 것으로 전망된다.

## 같이 보기
- 셀드레이크 이론
- 코끼리를 냉장고에 넣는 방법

## 관련 서적
- 문화를 창조하는 새로운 복제자 밈 '원제:(The)meme machine', 수전 블랙모어, 2010년, 바다, ISBN(13): 9788955615395
- 이기적 유전자, 리처드 도킨스,
- 밈 바이러스, 제서욱,일송북, 2005년,ISBN(13): 8957320202